# 13815 Furuya
13815 Furuya è un asteroide della fascia principale. Scoperto nel 1998, presenta un'orbita caratterizzata da un semiasse maggiore pari a 3,2053869 UA e da un'eccentricità di 0,1962070, inclinata di 12,60734° rispetto all'eclittica.